# Commersonia obliqua
Commersonia obliqua är en malvaväxtart som beskrevs av Gordon P. Guymer. Commersonia obliqua ingår i släktet Commersonia och familjen malvaväxter. Inga underarter finns listade i Catalogue of Life.